# Olympische Sommerspiele 1992/Teilnehmer (Ungarn)
| Gelbes Symbol für Goldmedaillen mit stilisierten Olympischen Ringen | Graues Symbol für Silbermedaillen mit stilisierten Olympischen Ringen | Braundes Symbol für Bronzemedaillen mit stilisierten Olympischen Ringen |
| ------------------------------------------------------------------- | --------------------------------------------------------------------- | ----------------------------------------------------------------------- |
| 11                                                                  | 12                                                                    | 7                                                                       |

Ungarn nahm an den Olympischen Sommerspielen 1992 in Barcelona mit einer Delegation von 217 Athleten (159 Männer und 58 Frauen) teil.

## Flaggenträger
Der Ringer Tibor Komáromi trug die Flagge Ungarns während der Eröffnungsfeier im Olympiastadion.

## Medaillengewinner

### Gold
| Name                                                   | Sportart  | Wettkampf                                                                    |
| ------------------------------------------------------ | --------- | ---------------------------------------------------------------------------- |
| Bence Szabó                                            | Fechten   | Männer, Säbel, Einzel                                                        |
| Antal Kovács                                           | Judo      | Männer, Halbschwergewicht                                                    |
| Kinga Czigány, Éva Dónusz, Rita Kőbán & Erika Mészáros | Kanu      | Frauen, Kajak-Vierer, 500 Meter                                              |
| Attila Repka                                           | Ringen    | Männer, Leichtgewicht, griechisch-römisch                                    |
| Péter Farkas                                           | Ringen    | Männer, Mittelgewicht, griechisch-römisch                                    |
| Tamás Darnyi                                           | Schwimmen | Männer, 200 Meter Lagen & Männer, 400 Meter Lagen                            |
| Krisztina Egerszegi                                    | Schwimmen | Frauen, 100 Meter Rücken, Frauen, 200 Meter Rücken & Frauen, 400 Meter Lagen |
| Henrietta Ónodi                                        | Turnen    | Frauen, Pferdsprung                                                          |

### Silber
| Name                                                                          | Sportart           | Wettkampf                                         |
| ----------------------------------------------------------------------------- | ------------------ | ------------------------------------------------- |
| Ferenc Hegedűs, Ernõ Kolczonay, Iván Kovács, Krisztián Kulcsár & Gábor Totola | Fechten            | Männer, Degen, Mannschaft                         |
| Péter Abay, Imre Bujdosó, Csaba Köves, György Nébald & Bence Szabó            | Fechten            | Männer, Säbel, Mannschaft                         |
| József Csák                                                                   | Judo               | Männer, Halbleichtgewicht                         |
| Bertalan Hajtós                                                               | Judo               | Männer, Leichtgewicht                             |
| Zsolt Gyulay                                                                  | Kanu               | Männer, Kajak-Einer, 500 Meter                    |
| Attila Ábrahám, Ferenc Csipes, László Fidel & Zsolt Gyulay                    | Kanu               | Männer, Kajak-Vierer, 1000 Meter                  |
| Rita Kőbán                                                                    | Kanu               | Frauen, Kajak-Zweier, 500 Meter                   |
| Attila Mizsér                                                                 | Moderner Fünfkampf | Männer, Einzel                                    |
| Norbert Rózsa                                                                 | Schwimmen          | Männer, 100 Meter Brust & Männer, 200 Meter Brust |
| Tünde Szabó                                                                   | Schwimmen          | Frauen, 100 Meter Rücken                          |
| Henrietta Ónodi                                                               | Turnen             | Frauen, Boden                                     |

### Bronze
| Name                    | Sportart  | Wettkampf                          |
| ----------------------- | --------- | ---------------------------------- |
| István Kovács           | Boxen     | Männer, Fliegengewicht             |
| György Mizsei           | Boxen     | Männer, Halbmittelgewicht          |
| Zoltán Béres            | Boxen     | Männer, Halbschwergewicht          |
| Imre Csősz              | Judo      | Männer, Schwergewicht              |
| György Zala             | Kanu      | Männer, Canadier-Einer, 1000 Meter |
| Éva Dónusz & Rita Kőbán | Kanu      | Frauen, Kajak-Zweier, 500 Meter    |
| Attila Czene            | Schwimmen | Männer, 200 Meter Lagen            |

## Teilnehmer nach Sportarten

### Badminton
- Andrea Dakó
Frauen, Einzel: 1. Runde
Frauen, Doppel: 1. Runde

- Csilla Fórián
Frauen, Einzel: 1. Runde
Frauen, Doppel: 1. Runde

- Andrea Harsági
Frauen, Einzel: 1. Runde

### Bogenschießen
- Tímea Kiss
Frauen, Einzel: 54. Platz
Frauen, Mannschaft: 14. Platz

- Judit Kovács
Frauen, Einzel: 16. Platz
Frauen, Mannschaft: 14. Platz

- Marina Szendey
Frauen, Einzel: 35. Platz
Frauen, Mannschaft: 14. Platz

### Boxen
- Zoltán Béres
Männer, Schwergewicht: Bronze

- László Bognár
Männer, Bantamgewicht: 1. Runde

- István Kovács
Männer, Fliegengewicht: Bronze

- Pál Lakatos
Männer, Halbfliegengewicht: Viertelfinale

- György Mizsei
Männer, Halbmittelgewicht: Bronze

- János Petrovics
Männer, Leichtgewicht: 1. Runde

- István Szikora
Männer, Superschwergewicht: 2. Runde

- László Szűcs
Männer, Halbweltergewicht: Viertelfinale

### Fechten
- Péter Abay
Männer, Säbel, Mannschaft: Silber

- Imre Bujdosó
Männer, Säbel, Mannschaft: Silber

- István Busa
Männer, Florett, Einzel: 27. Platz
Männer, Florett, Mannschaft: 4. Platz

- Zsolt Érsek
Männer, Florett, Einzel: 14. Platz
Männer, Florett, Mannschaft: 4. Platz

- Róbert Gátai
Männer, Florett, Mannschaft: 4. Platz

- Ferenc Hegedűs
Männer, Degen, Einzel: 42. Platz
Männer, Degen, Mannschaft: Silber

- Zsuzsanna Jánosi
Frauen, Florett, Einzel: 9. Platz
Frauen, Florett, Mannschaft: 7. Platz

- Róbert Kiss
Männer, Florett, Einzel: 38. Platz
Männer, Florett, Mannschaft: 4. Platz

- Ernő Kolczonay
Männer, Degen, Mannschaft: Silber

- Iván Kovács
Männer, Degen, Einzel: 8. Platz
Männer, Degen, Mannschaft: Silber

- Csaba Köves
Männer, Säbel, Einzel: 11. Platz
Männer, Säbel, Mannschaft: Silber

- Krisztián Kulcsár
Männer, Degen, Einzel: 13. Platz
Männer, Degen, Mannschaft: Silber

- Gabriella Lantos
Frauen, Florett, Mannschaft: 7. Platz

- Ildikó Mincza-Nébald
Frauen, Florett, Einzel: 26. Platz
Frauen, Florett, Mannschaft: 7. Platz

- György Nébald
Männer, Säbel, Einzel: 25, Platz
Männer, Säbel, Mannschaft: Silber

- Zsolt Németh
Männer, Florett, Mannschaft: 4. Platz

- Ildikó Pusztai
Frauen, Florett, Mannschaft: 7. Platz

- Gertrúd Stefanek
Frauen, Florett, Einzel: 17. Platz
Frauen, Florett, Mannschaft: 7. Platz

- Bence Szabó
Männer, Säbel, Einzel: Gold 
Männer, Säbel, Mannschaft: Silber

- Gábor Totola
Männer, Degen, Mannschaft: Silber

### Gewichtheben
- László Barsi
Männer, Leichtschwergewicht: 14. Platz

- Attila Czanka
Männer, Federgewicht: 7. Platz

- István Dudás
Männer, Mittelschwergewicht: 10. Platz

- István Halász
Männer, Mittelschwergewicht: 11. Platz

- Tibor Karczag
Männer, Bantamgewicht: 6. Platz

- Ferenc Lénárt
Männer, Bantamgewicht: 9. Platz

- István Mészáros
Männer, Leichtschwergewicht: 18. Platz

- László Németh
Männer, II. Schwergewicht: 12. Platz

- Tibor Stark
Männer, II. Schwergewicht: 15. Platz

- Andor Szanyi
Männer, I. Schwergewicht: DNF

### Handball
- Männerturnier
7. Platz

- Kader
Imre Biró
Attila Borsos
Otto Csicsay
István Csoknyai
József Éles
Ferenc Füzesi
Sándor Györffi
Attila Horváth
Mihály Iváncsik
László Marosi
Richard Mezei
Zsolt Perger (ohne Einsatz)
Jakab Sibalin
László Sótonyi
János Szathmári
Igor Zubjuk

### Judo
- József Csák
Männer, Halbleichtgewicht: Silber

- Imre Csősz
Männer, Schwergewicht: Bronze

- Éva Gránitz
Frauen, Schwergewicht: 7. Platz

- Bertalan Hajtós
Männer, Leichtgewicht: Silber

- Anita Király
Frauen, Mittelgewicht: 9. Platz

- Károly Korbel
Männer, Mittelgewicht: 13. Platz

- Antal Kovács
Männer, Halbschwergewicht: Gold

- Zsuzsa Nagy
Frauen, Halbmittelgewicht: 16. Platz

- Katalin Parragh
Frauen, Halbleichtgewicht: 20. Platz

- Mária Pekli
Frauen, Leichtgewicht: 18. Platz

- József Wágner
Männer, Ultraleichtgewicht: 5. Platz

- Zsolt Zsoldos
Männer, Halbmittelgewicht: 9. Platz

### Kanu
- Attila Ábrahám
Männer, Kajak-Vierer, 1000 Meter: Silber

- Krisztián Bártfai
Männer, Kajak-Zweier, 1000 Meter: 6. Platz

- Ferenc Csipes
Männer, Kajak-Einer, 1000 Meter: Halbfinale
Männer, Kajak-Zweier, 500 Meter: 7. Platz
Männer, Kajak-Vierer, 1000 Meter: Silber

- Kinga Czigány
Frauen, Vierer-Kajak, 500 Meter: Gold

- Éva Dónusz
Frauen, Zweier-Kajak, 500 Meter: Bronze 
Frauen, Vierer-Kajak, 500 Meter: Gold

- László Fidel
Männer, Kajak-Vierer, 1000 Meter: Silber

- Zsolt Gyulay
Männer, Kajak-Einer, 500 Meter: Silber 
Männer, Kajak-Zweier, 500 Meter: 7. Platz
Männer, Kajak-Vierer, 1000 Meter: Silber

- Rita Kőbán
Frauen, Einer-Kajak, 500 Meter: Silber 
Frauen, Zweier-Kajak, 500 Meter: Bronze 
Frauen, Vierer-Kajak, 500 Meter: Gold

- György Kolonics
Männer, Canadier-Zweier, 500 Meter: 7. Platz
Männer, Canadier-Zweier, 1000 Meter: 5. Platz

- Erika Mészáros
Frauen, Vierer-Kajak, 500 Meter: Gold

- Attila Pálizs
Männer, Canadier-Zweier, 500 Meter: 7. Platz
Männer, Canadier-Zweier, 1000 Meter: 5. Platz

- Imre Pulai
Männer, Canadier-Einer, 500 Meter: 5. Platz

- András Rajna
Männer, Kajak-Zweier, 1000 Meter: 6. Platz

- György Zala
Männer, Canadier-Einer, 1000 Meter: Bronze

### Leichtathletik
- Andrea Alföldi
Frauen, 10 Kilometer Gehen: 18. Platz

- Csaba Almási
Männer, Weitsprung: 26. Platz in der Qualifikation

- István Bagyula
Männer, Stabhochsprung: 9. Platz

- Éva Baráti
Frauen, 4 × 400 Meter: Vorläufe

- Gyula Borka
Männer, Marathon: 38. Platz

- József Ficsór
Männer, Diskuswurf: 19. Platz in der Qualifikation

- Judit Forgács
Frauen, 400 Meter: Viertelfinale
Frauen, 4 × 400 Meter: Vorläufe

- Tibor Gécsek
Männer, Hammerwurf: 4. Platz

- Attila Horváth
Männer, Diskuswurf: 5. Platz

- Ildikó Illyés
Frauen, 10 Kilometer Gehen: 13. Platz

- Rita Ináncsi
Frauen, Weitsprung: kein gültiger Versuch in der Qualifikation
Frauen, Siebenkampf: DNF

- Zoltán Káldy
Männer, 10.000 Meter: 12. Platz

- Judit Kovács
Frauen, Hochsprung: 17. Platz in der Qualifikation

- Ágnes Kozáry
Frauen, 200 Meter: Vorläufe
Frauen, 4 × 400 Meter: Vorläufe

- Edit Molnár
Frauen, 4 × 400 Meter: Vorläufe

- Tamás Molnár
Männer, 400 Meter: Viertelfinale

- Sándor Munkácsy
Männer, Zehnkampf: 20. Platz

- Mária Rosza-Urbanik
Frauen, 10 Kilometer Gehen: 12. Platz

- Dezső Szabó
Männer, Zehnkampf: 4. Platz

- Karolina Szabó
Frauen, Marathon: 11. Platz

- László Szalma
Männer, Weitsprung: 34. Platz in der Qualifikation

- Csaba Szűcs
Männer, Marathon: DNF

- Sándor Urbanik
Männer, 20 Kilometer Gehen: 8. Platz

- Kinga Zsigmond
Frauen, Speerwurf: 10. Platz

### Moderner Fünfkampf
- László Fábián
Männer, Einzel: 32. Platz
Männer, Mannschaft: 5. Platz

- Attila Kálnoki Kis
Männer, Einzel: 33. Platz
Männer, Mannschaft: 5. Platz

- Attila Mizsér
Männer, Einzel: Silber 
Männer, Mannschaft: 5. Platz

### Radsport
- Károly Eisenkrammer
Männer, Straßenrennen: 80. Platz

- Éva Izsák
Männer, Straßenrennen: 51. Platz

- Miklós Somogyi
Männer, Punktefahren: DNF

- Csaba Steig
Männer, Straßenrennen: 58. Platz

### Reiten
- Zsolt Bubán
Vielseitigkeitsreiten, Einzel: DNF
Vielseitigkeitsreiten, Mannschaft: DNF

- Vilmos Göttler
Springen, Einzel: 58. Platz in der Qualifikation

- Tibor Herczegfalvy
Vielseitigkeitsreiten, Einzel: 54. Platz
Vielseitigkeitsreiten, Mannschaft: DNF

- Attila Ling
Vielseitigkeitsreiten, Einzel: DNF
Vielseitigkeitsreiten, Mannschaft: DNF

- Attila Soós, Jr.
Vielseitigkeitsreiten, Einzel: 31. Platz
Vielseitigkeitsreiten, Mannschaft: DNF

### Rhythmische Sportgymnastik
- Viktória Fráter
Frauen, Einzel: 24. Platz in der Qualifikation

- Andrea Szalay
Frauen, Einzel: 28. Platz in der Qualifikation

### Ringen
- Jenő Bódi
Männer, Federgewicht, griechisch-römisch: 5. Platz

- László Dvorák
Männer, Mittelgewicht, Freistil: 10. Platz

- Endre Elekes
Männer, Leichtgewicht, Freistil: 10. Platz

- Péter Farkas
Männer, Mittelgewicht, griechisch-römisch: Gold

- József Faragó
Männer, Halbfliegengewicht, griechisch-römisch: 2. Runde

- Zsolt Gombos
Männer, Superschwergewicht, Freistil: 2. Runde

- Sándor Kiss
Männer, Schwergewicht, Freistil: 8. Platz

- László Klauz
Männer, Superschwergewicht, griechisch-römisch: 4. Platz

- Tibor Komáromi
Männer, Halbschwergewicht, griechisch-römisch: 3. Runde

- Béla Nagy
Männer, Bantamgewicht, Freistil: 3. Runde

- János Nagy
Männer, Weltergewicht, Freistil: 7. Platz

- Norbert Növényi
Männer, Schwergewicht, griechisch-römisch: 7. Platz

- László Óváry
Männer, Halbfliegengewicht, Freistil: 10. Platz

- Attila Repka
Männer, Leichtgewicht, griechisch-römisch: Gold

- András Sike
Männer, Bantamgewicht, griechisch-römisch: 10. Platz

- János Takács
Männer, Weltergewicht, griechisch-römisch: 2. Runde

- Gábor Tóth
Männer, Halbschwergewicht, Freistil: 3. Runde

### Rudern
- Gábor Mitring
Männer, Einzel: 15. Platz

- Katalin Sarlós
Frauen, Einer: 13. Platz

- Anikó Kapócs & Edit Punk
Frauen, Doppelzweier: 13. Platz

- Zsolt Dani & Zsolt Lévai
Männer, Doppelzweier: 10. Platz

- Imre Magyar & Henrik Schneider
Männer, Zweier ohne Steuermann: 16. Platz

### Schießen
- István Ágh
Männer, Luftpistole: 14. Platz
Männer, Freie Pistole: 6. Platz

- Zoltán Bodó
Trap: 25. Platz

- Ágnes Ferencz
Frauen, Luftpistole: 15. Platz
Frauen, Sportpistole: 26. Platz

- Éva Fórián
Frauen, Luftgewehr: 7. Platz
Frauen, Kleinkaliber, Dreistellungskampf: 4. Platz

- Olivér Gáspár
Männer, Luftgewehr: 31. Platz

- Annamária Gönczi
Frauen, Luftpistole: 24. Platz
Frauen, Sportpistole: 12. Platz

- Diána Igaly
Skeet: 42. Platz

- Éva Joó
Frauen, Luftgewehr: 15. Platz
Frauen, Kleinkaliber, Dreistellungskampf: 8. Platz

- Sándor Kacskó
Männer, Schnellfeuerpistole: 28. Platz

- Lajos Pálinkás
Männer, Schnellfeuerpistole: 22. Platz

- Zoltán Papanitz
Männer, Freie Pistole: 31. Platz

- László Pető
Männer, Luftpistole: 43. Platz

- István Putz
Trap: 39. Platz

- József Sike
Männer, Laufende Scheibe: 5. Platz

- Attila Solti
Männer, Laufende Scheibe: 13. Platz

- Zsolt Vári
Männer, Kleinkaliber, Dreistellungskampf: 8. Platz
Männer, Kleinkaliber, liegend: 15. Platz

- Erzsébet Vasvári
Skeet: 58. Platz

- Attila Záhonyi
Männer, Luftgewehr: 21. Platz
Männer, Kleinkaliber, Dreistellungskampf: 20. Platz
Männer, Kleinkaliber, liegend: 26. Platz

### Schwimmen
- Olivér Ágh
Männer, 100 Meter Rücken: 41. Platz
Männer, 200 Meter Rücken: 27. Platz

- Attila Czene
Männer, 200 Meter Lagen: Bronze 
Männer, 400 Meter Lagen: 9. Platz

- Gabriella Csépe
Frauen, 100 Meter Brust: 6. Platz
Frauen, 200 Meter Brust: 9. Platz

- Tamás Darnyi
Männer, 200 Meter Lagen: Gold 
Männer, 400 Meter Lagen: Gold

- Tamás Deutsch
Männer, 100 Meter Rücken: 13. Platz
Männer, 200 Meter Rücken: 7. Platz
Männer, 4 × 100 Meter Lagen: 6. Platz

- Krisztina Egerszegi
Frauen, 100 Meter Rücken: Gold 
Frauen, 200 Meter Rücken: Gold 
Frauen, 400 Meter Lagen: Gold

- Károly Güttler
Männer, 100 Meter Brust: 9. Platz
Männer, 200 Meter Brust: 5. Platz

- Péter Horváth
Männer, 100 Meter Schmetterling: 35. Platz
Männer, 4 × 100 Meter Lagen: 6. Platz

- Judit Kiss
Frauen, 400 Meter Freistil: 24. Platz
Frauen, 800 Meter Freistil: 18. Platz

- Norbert Rózsa
Männer, 100 Meter Brust: Silber 
Männer, 200 Meter Brust: Silber 
Männer, 4 × 100 Meter Lagen: 6. Platz

- Béla Szabados
Männer, 100 Meter Freistil: 20. Platz
Männer, 200 Meter Freistil: 27. Platz
Männer, 4 × 100 Meter Lagen: 6. Platz

- Tünde Szabó
Frauen, 100 Meter Rücken: Silber 
Frauen, 200 Meter Rücken: 6. Platz

- Zoltán Szilágyi
Männer, 200 Meter Freistil: disqualifiziert im Vorlauf
Männer, 400 Meter Freistil: 20. Platz
Männer, 1500 Meter Freistil: 21. Platz

### Segeln
- Attila Szilvássy
Männer, Finn-Dinghy: 21. Platz

- Krisztina Bácsics
Frauen, Europe: 19. Platz

- Gyula Nyári & Zsolt Nyári
Männer, 470er: 15. Platz

- Ferenc Nagy & Tibor Tenke
Star: 22. Platz

- Tamás Pomucz & Tamás Somogyi
Flying Dutchman: 23. Platz

### Tennis
- László Markovits
Männer, 1. Runde

Laut SportsReference traf Sándor Noszály in der ersten Runde auf den Niederländer Mark Koevermans, anderen Quellen zufolge war es László Markovits. Beide sollten ursprünglich auch als Doppel antreten. Da sich Markovits in seiner Partie jedoch eine Verletzung zugezogen hatte, konnten sie nicht gegen die Rumänen George Cosac und Dinu Pescariu antreten, sodass diese Partie kampflos entschieden wurde.

### Tischtennis
- Csilla Bátorfi
Frauen, Einzel: Achtelfinale

### Turnen
- Bernadett Balázs
Frauen, Einzelmehrkampf: 54. Platz in der Qualifikation
Frauen, Mannschaftsmehrkampf: 6. Platz
Frauen, Boden: 32. Platz in der Qualifikation
Frauen, Pferdsprung: 51. Platz in der Qualifikation
Frauen, Stufenbarren: 54. Platz in der Qualifikation
Frauen, Schwebebalken: 75. Platz in der Qualifikation

- Ildikó Balog
Frauen, Einzelmehrkampf: 81. Platz in der Qualifikation
Frauen, Mannschaftsmehrkampf: 6. Platz
Frauen, Boden: 48. Platz in der Qualifikation
Frauen, Pferdsprung: 64. Platz in der Qualifikation
Frauen, Stufenbarren: 78. Platz in der Qualifikation
Frauen, Schwebebalken: 87. Platz in der Qualifikation

- Szilveszter Csollány
Männer, Einzelmehrkampf: 9. Platz
Männer, Mannschaftsmehrkampf: 9. Platz
Männer, Boden: 74. Platz in der Qualifikation
Männer, Pferdsprung: 7. Platz
Männer, Barren: 49. Platz in der Qualifikation
Männer, Reck: 53. Platz in der Qualifikation
Männer, Ringe: 6. Platz
Männer, Seitpferd: 14. Platz in der Qualifikation

- Róbert Élő
Männer, Einzelmehrkampf: 71. Platz in der Qualifikation
Männer, Mannschaftsmehrkampf: 9. Platz
Männer, Boden: 56. Platz in der Qualifikation
Männer, Pferdsprung: 55. Platz in der Qualifikation
Männer, Barren: 90. Platz in der Qualifikation
Männer, Reck: 56. Platz in der Qualifikation
Männer, Ringe: 55. Platz in der Qualifikation
Männer, Seitpferd: 44. Platz in der Qualifikation

- Csaba Fajkusz
Männer, Einzelmehrkampf: 28. Platz
Männer, Mannschaftsmehrkampf: 9. Platz
Männer, Boden: 40. Platz in der Qualifikation
Männer, Pferdsprung: 61. Platz in der Qualifikation
Männer, Barren: 58. Platz in der Qualifikation
Männer, Reck: 15. Platz in der Qualifikation
Männer, Ringe: 40. Platz in der Qualifikation
Männer, Seitpferd: 33. Platz in der Qualifikation

- Kinga Horváth
Frauen, Einzelmehrkampf: 55. Platz in der Qualifikation
Frauen, Mannschaftsmehrkampf: 6. Platz
Frauen, Boden: 73. Platz in der Qualifikation
Frauen, Pferdsprung: 43. Platz in der Qualifikation
Frauen, Stufenbarren: 52. Platz in der Qualifikation
Frauen, Schwebebalken: 59. Platz in der Qualifikation

- Andrea Molnár
Frauen, Einzelmehrkampf: 15. Platz
Frauen, Mannschaftsmehrkampf: 6. Platz
Frauen, Boden: 28. Platz in der Qualifikation
Frauen, Pferdsprung: 21. Platz in der Qualifikation
Frauen, Stufenbarren: 23. Platz in der Qualifikation
Frauen, Schwebebalken: 26. Platz in der Qualifikation

- Krisztina Molnár
Frauen, Einzelmehrkampf: 89. Platz in der Qualifikation
Frauen, Mannschaftsmehrkampf: 6. Platz
Frauen, Boden: 33. Platz in der Qualifikation
Frauen, Pferdsprung: 90. Platz in der Qualifikation
Frauen, Stufenbarren: 46. Platz in der Qualifikation
Frauen, Schwebebalken: 55. Platz in der Qualifikation

- Henrietta Ónodi
Frauen, Einzelmehrkampf: 8. Platz
Frauen, Mannschaftsmehrkampf: 6. Platz
Frauen, Boden: Silber 
Frauen, Pferdsprung: Gold 
Frauen, Stufenbarren: 12. Platz in der Qualifikation
Frauen, Schwebebalken: 47. Platz in der Qualifikation

- Miklós Pánczél
Männer, Einzelmehrkampf: 89. Platz in der Qualifikation
Männer, Mannschaftsmehrkampf: 9. Platz
Männer, Boden: 92. Platz in der Qualifikation
Männer, Pferdsprung: 88. Platz in der Qualifikation
Männer, Barren: 43. Platz in der Qualifikation
Männer, Reck: 28. Platz in der Qualifikation
Männer, Ringe: 68. Platz in der Qualifikation
Männer, Seitpferd: 38. Platz in der Qualifikation

- Károly Schupkégel
Männer, Einzelmehrkampf: 73. Platz in der Qualifikation
Männer, Mannschaftsmehrkampf: 9. Platz
Männer, Boden: 69. Platz in der Qualifikation
Männer, Pferdsprung: 42. Platz in der Qualifikation
Männer, Barren: 84. Platz in der Qualifikation
Männer, Reck: 86. Platz in der Qualifikation
Männer, Ringe: 47. Platz in der Qualifikation
Männer, Seitpferd: 59. Platz in der Qualifikation

- Zoltán Supola
Männer, Einzelmehrkampf: 12. Platz
Männer, Mannschaftsmehrkampf: 9. Platz
Männer, Boden: 20. Platz in der Qualifikation
Männer, Pferdsprung: 5. Platz
Männer, Barren: 20. Platz in der Qualifikation
Männer, Reck: 31. Platz in der Qualifikation
Männer, Ringe: 13. Platz in der Qualifikation
Männer, Seitpferd: 35. Platz in der Qualifikation

### Wasserball
- Männerturnier
6. Platz

- Kader
Tibor Benedek
István Dóczi
András Gyöngyösi
Péter Kuna
Gábor Nemes
Imre Péter
Zsolt Petőváry
Gábor Schmiedt
Frank Tóth
Imre Tóth
László Tóth
Zsolt Varga
Balázs Vincze

### Wasserspringen
- Brigitta Cserba
Frauen, Turmspringen: 27. Platz in der Qualifikation

- Ágnes Gerlach
Frauen, Kunstspringen: 18. Platz in der Qualifikation

- Ibolya Nagy
Frauen, Turmspringen: 21. Platz in der Qualifikation